# تيزاب (بختاجرد)
تيزاب (بالفارسية: تیزاب) هي قرية تقع في إيران في فارس. يقدر عدد سكانها بـ 1,547 نسمة .